# Фрост, Дэвид, барон Фрост
Дэвид Джордж Хэмилтон Фрост, барон Фрост Аллентонский (англ. David George Hamilton Frost, Baron Frost of Allenton; род. 21 февраля 1965, Дерби) — британский политик, член Палаты лордов, младший министр канцелярии Кабинета по связям с Евросоюзом (с 2021).

## Биография
Родился в 1965 году в Дерби, окончил школу в соседнем Ноттингеме. Изучал французский язык и историю в Оксфордском университете, по окончании которого начал профессиональную карьеру в Форин-офисе. В начале 1990-х работал в европейских структурах в Брюсселе, где познакомился с корреспондентом газеты Daily Telegraph Борисом Джонсоном. По окончании дипломатической карьеры (в частности, с 2006 по 2008 год состоял послом в Дании) в январе 2014 года возглавил торговый союз Scotch Whisky Association, но в скором времени вернулся в Форин-офис и стал советником нового министра иностранных дел — Бориса Джонсона. 24 июля 2019 года тот стал премьер-министром и через некоторое время назначил Фроста в аппарат профильного министра главой британской делегации на переговорах по выходу страны из Европейского союза, которые со стороны ЕС вёл Мишель Барнье. В июне 2020 года Джонсон номинировал Фроста на получение пожизненного пэрства, и 12 августа 2020 года ему был пожалован титул барона Фроста Аллентонского, а 8 сентября он был представлен Палате лордов.
1 марта 2021 года вступил в должность младшего министра канцелярии Кабинета, ответственного за связи с Евросоюзом.
18 декабря 2021 года ушёл в отставку, выразив несогласие с политикой правительства (по сведениям источников газеты The Mail on Sunday основными причинами отставки стали ограничения, вызванные борьбой с эпидемией COVID-19, отказ от снижения налогов и меры по переходу к «зелёной» экономике).